# Wiener Auster

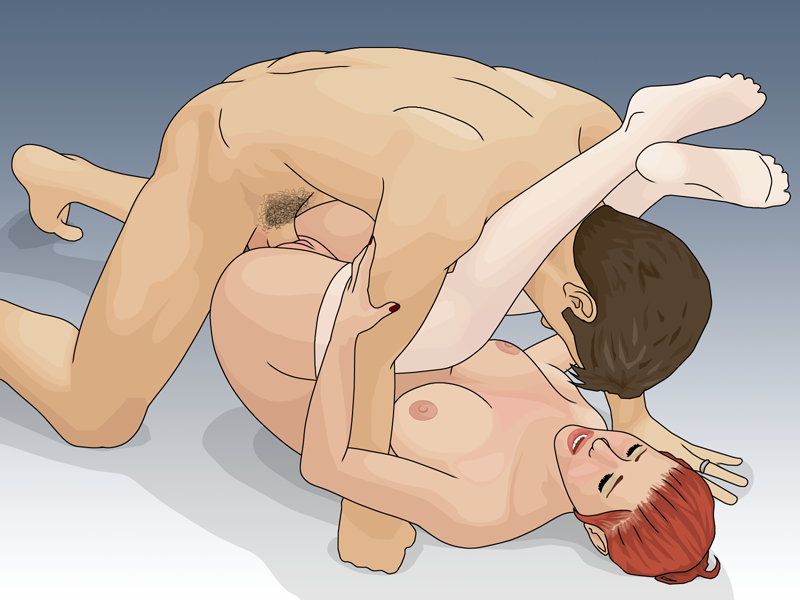
Moderne Illustration

Als Wiener Auster (gelegentlich auch Miesmuschelstellung) wird eine Stellung beim Geschlechtsverkehr bezeichnet. Diese Stellung kann zwischen einem Mann und einer Frau sowie zwischen zwei Männern ausgeübt werden.
Die Frau oder der Mann liegt auf dem Rücken und verschränkt ihre bzw. seine Beine hinter dem Kopf des Mannes. Beim Eindringen verspürt er einen verstärkten Druck auf seinen Penis. Bei Variationen der Wiener Auster kann die penetrierte Frau bzw. der penetrierte Mann auch die Füße hinter dem Nacken des Mannes kreuzen.
Bei dieser Stellung kann der Mann leichter und tiefer in die Frau bzw. in den Mann eindringen. Einige Frauen erleben in dieser Stellung aufgrund der erhöhten G-Punkt-Stimulation starke Orgasmen, begleitet von weiblicher Ejakulation. Außerdem spürt der penetrierende Mann dabei mehr, da in dieser Stellung ein etwas größerer Druck auf den Penis ausgeübt wird als in anderen.